# برايان هارفي (منافس ألعاب قوى)
برايان هارفي (بالإنجليزية: Brian Harvey)‏ هو منافس ألعاب قوى أسترالي، ولد في 3 أكتوبر 1965 في روكامبتون في أستراليا.

## روابط خارجية
- برايان هارفي على موقع النتائج التاريخية لألعاب القوى الأسترالية (الإنجليزية)
- برايان هارفي على موقع Paralympic.org (الإنجليزية)